# Bojkivske (Naderjînșciîna), Poltava
Bojkivske (în ucraineană Божківське) este un sat în comuna Naderjînșciîna din raionul Poltava, regiunea Poltava, Ucraina.

## Demografie
Componența lingvistică a localității Bojkivske
     Ucraineană (92,83%)
     Rusă (6,84%)
     Alte limbi (0,24%)
Conform recensământului din 2001, majoritatea populației localității Bojkivske era vorbitoare de ucraineană (92,83%), existând în minoritate și vorbitori de rusă (6,84%).